# Adolf Böcking (Bankier)
Adolf Böcking (* 18. März 1754 in Trarbach; † 15. Mai 1800 ebenda) war ein deutscher Großkaufmann, Unternehmer und Bankier in Trarbach, Koblenz und Saarbrücken. Seine Nachkommen gehören zu den Unternehmerfamilien Karcher, Krupp, Scheibler und Stumm-Halberg.

## Leben
Böckings Vater gründete die Firma Richard Böcking & Co., Handels- und Wechsel-Comptoir in Trarbach und hinterließ sie seinen Söhnen. Adolf Böcking wandelte mit seinem Bruder Ludwig den als Kommissionsgeschäft betriebenen Weinhandel zu einem Großhandel auf eigene Rechnung und eigenes Risiko um. Adolf Böcking war bei Merian in Basel in die Lehre gegangen. Nachdem er 1779 das Amt des pfalz-zweibrückenschen Landeskassierers für die Hintere Grafschaft Sponheim übernommen hatte, baute er dieses zu einem Bankgeschäft aus.
Im Jahr 1783 trennte Böcking sein Geschäft von dem seines Bruders und eröffnete eine Zweigniederlassung in Koblenz. Vom Trierer Kurfürsten Clemens Wenzeslaus (1768–1792/1801) hatte er als erster Protestant das Absatzmonopol für Salz aus Lothringen und Kohle von der Saar sowie das Bürgerrecht in Kurtrier erhalten. Böcking schuf an Mosel und Mittelrhein die erste moderne Brennstoffversorgung, die auf Frachtverträgen für den Schiffstransport und der Anlage von Kohlendepots beruhte.
In der Zeit des Ersten Koalitionskriegs floh seine Familie zeitweise nach Hanau. Nach seiner Rückkehr wurde Böcking Teilhaber im von Heinrich Karcher († 1775) gegründeten Handelshaus in Saarbrücken bzw. St. Johann (Saar). Die Familie zog von der Mosel an die Saar. Er sandte 1798 mit 46 Saarbrücker und 13 St. Johanner Familien eine gemeinsame Ergebenheitsadresse an das Direktorium in Paris.
Adolf Böcking starb am 15. Mai 1800 bei einem Besuch in Trarbach.

## Familie

### Vorfahren
Ludwig Böcking (1550–1602) war Erbbeständer des Eisenhammers in Simmern bei Kirn. Sein Nachkomme Johann Adam Böcking (1599–1667) übernahm das Amt des Wild- und Rheingräflichen Dhaunschen Oberschultheißen in Rhaunen. Mit seinen Söhnen teilte sich die Familie in die Rhauner oder Kirner Linie und die Trarbacher Linie. Deren Begründer Adolph Böcking (1625–1700) war der erste ortsansässige Handelsmann für Wein und übernahm die Ämter des Vierers und des ältesten Gerichtsschöffen.
Sein Nachkomme Johann Adolph Böcking (1695–1770) war ebenfalls Weinhändler und übernahm das Amt des sponheimischen Landeskassierers. Er heiratete Margarethe Dorbeck/Dörbeck (1705–1744) aus Ems. Von den zehn Kindern übernahm Richard Böcking (1726–1773) das Amt in der Grafschaft Sponheim. Er heiratete Eleonore Elisabeth Hauth (1736–1785), genannt „das schöne Lorchen“. Sie war eine Tochter des pfalz-zweibrückenschen Amtsrats und Amtskellers Hauth in Nohfelden und Schwester des herzoglichen Baudirektors Christian Ludwig Hautt (1726–1806). Unter ihren fünf Kindern war Adolf der Älteste.

### Ehe und Nachkommen
Adolf Böcking heiratete am 7. September 1779 in Monschau Ernestine Scheibler (1760–1821), eine Tochter des Unternehmers Bernhard Georg von Scheibler (1724–1786), der als Tuchfabrikant in Hagen, Herdecke und Monschau produzieren ließ. Er stammte aus der Unternehmerfamilie Scheibler, deren Mitglieder auch in Eupen und Łódź tätig waren. Das Ehepaar hatte 14 Kinder, von denen vier im jungen Alter starben.
Kinder und Enkel (Auswahl):
- Bernhard Böcking (1781–1824)
  - Ernestine Melinka Böcking (1809–1885), verheiratete Karcher; Mutter des Admirals Guido Karcher (1844–1905)
  - Maria Louise Böcking (1813–1864), verheiratet mit dem Montanunternehmer Carl Friedrich Stumm (1798–1848)
- Adolph Böcking (1782–1861), Landschaftsmaler
- Heinrich Böcking (1785–1862), Bergrat und Bürgermeister in Saarbrücken, 1850 Mitglied des Erfurter Unionsparlaments[2]
  - Heinrich Rudolph Böcking (1810–1871), Kommerzienrat, Vater des Unternehmers Rudolf Böcking (1843–1918)
  - Gustav Adolf Böcking (1812–1893), Unternehmer, Vater des Unternehmers Eduard Böcking (1842–1916)
- Ludwig Böcking (1786–1843)
- Clara Ernestine Böcking (1787–1869), verheiratete Eichhoff
  - Ernst Otto Eichhoff (1820–1881), Prokurist bei Krupp, Vater von Ernst Eichhoff (1873–1941; Oberbürgermeister von Dortmund)
  - Bertha Eichhoff (1831–1888), verheiratet mit dem Essener Unternehmer Alfred Krupp (1812–1887)
- Carl Böcking (1789–1842)
- Amalie Böcking (1791–1862), verheiratet mit Pfarrer Daniel Hepp (1786–1844)
  - Otto Hepp (* 1822), Notar, 1849 Teilnehmer am Zug nach Baden[3]
- Caroline Böcking (1794–1873), unverheiratet
- Eduard Böcking (1798–1866), Notar in Rhaunen und Saarbrücken
  - Johanna Böcking (1833–1893), verheiratet mit Franz Karl Rennen; Großeltern des Generals Alfred von Strubberg (1855–1920) und des Managers Karl Heimann
- Carl Böcking (1784–1786)
- Gustav Böcking (1790–1790)
- Clara Böcking (1792–1798)
- Eduard Böcking (1795–1797)

### Geschwister Adolf Böckings und deren Nachkommen (Auswahl)
Adolf Böcking hatte vier Geschwister:
- Richard Böcking (* 1756), starb noch im Kindesalter
- Ludwig Böcking (1758–1829), Kaufmann in Trarbach; seit 1788 verheiratet mit Dorothea Elisabeth Nießen (1771–1832); Sie beherbergten 1792 Johann Wolfgang Goethe nach der Kanonade von Valmy und hatten acht Kinder, unter ihnen:[3]
  - Richard Böcking (1794–1858), Kaufmann und Bankier in Kaiserslautern, 1849 höchstbesteuert; verheiratet mit seiner Kusine Henriette Karcher (1797–1855)[3]
  - Carl Adolph Böcking (1799–1866), Weingutsbesitzer und Kaufmann, 1848–1849 Mitglied der Nationalversammlung, wie sein Vetter im Erfurter Unionsparlament 1850, Landtagsmitglied 1862–1866
  - Eduard Böcking (1802–1870), Jurist und Hutten-Forscher, Vater von Adolf Böcking (1839–1898), Ornithologe
- Caroline Eleonore Böcking (1761–1839), verheiratet mit dem Tuchfabrikanten Bernhard Paul von Scheibler (1758–1805), zu ihren Kindern gehören:
  - Bernhard von Scheibler (1785–1837), Landrat und belgischer Kommissar, Vater von Landrat Bernhard von Scheibler (1825–1888)
  - Maria Amalia (1789–1857), verheiratet mit dem Unternehmer Bernhard Georg von Scheibler (1783–1860) in Eupen
  - Ernestine Henriette (* 1791), verheiratet mit dem Unternehmer William Cockerill (1784–1847)
  - Elise Auguste (1800–1864), verheiratet mit dem Kaufmann und Bankier Georg Korn (1791–1856); Eltern von Elise Natalie Korn (1827–1851), verheiratet mit dem Unternehmer und Politiker Eduard Karcher (1818–1895); Enkel Paul Karcher (1846–1912)
- Therese Sophie Böcking (1764–1842), verheiratet mit Nicolas Villeroy (1759–1843), dem Gründer des Unternehmens Villeroy & Boch, vier Kinder